# Mops niveiventer
Mops niveiventer (Cabrera & Ruxton, 1926) è un pipistrello della famiglia dei Molossidi diffuso nell'Africa centrale e meridionale.

## Descrizione

### Dimensioni
Pipistrello di piccole dimensioni, con la lunghezza totale tra 104 e 116 mm, la lunghezza dell'avambraccio tra 44 e 48 mm, la lunghezza della coda tra 32 e 37 mm, la lunghezza del piede tra 9 e 11 mm, la lunghezza delle orecchie tra 18 e 20 mm e un peso fino a 30 g.

### Aspetto
La pelliccia è corta e lucida. Le parti dorsali sono marroni scure, talvolta con la punta dei peli bianca, mentre le parti ventrali sono bianche o color crema. La testa è solitamente più scura. Il muso non è estremamente appiattito, il labbro superiore ha 5-6 pieghe ben distinte e ricoperto di corte setole. Le orecchie sono brunastre, relativamente corte, unite anteriormente da una membrana a forma di V che si estende in avanti fino a formare una sacca con l'apertura anteriore, dalla quale fuoriesce in entrambi i sessi una cresta di peli nerastri. Il trago è piccolo, rettangolare con l'estremità appuntita e parzialmente nascosto dietro l'antitrago, il quale è grande, semi-circolare e con il margine superiore chiaro e spesso. È privo di sacche golari. Le membrane alari sono semi-trasparenti, bruno-nerastre o grigio chiare. La coda è lunga, tozza e si estende per più della metà oltre l'uropatagio, la cui superficie ventrale è biancastra.

## Biologia

### Comportamento
Si rifugia in piccoli gruppi all'interno di cavità degli alberi e crepe nei muri di edifici.

### Alimentazione
Si nutre di insetti.

### Riproduzione
Femmine gravide sono state osservate in ottobre, novembre e gennaio, mentre altre che allattavano sono state catturate in gennaio, febbraio e marzo. Danno alla luce un piccolo alla volta.

## Distribuzione e habitat
Questa specie è diffusa nella Repubblica Democratica del Congo, Ruanda, Burundi, Tanzania sud-occidentale, Angola centrale, Zambia e Mozambico occidentale.
Vive in savane alberate e boschi di miombo.

## Conservazione
La IUCN Red List, considerato il vasto areale, la tolleranza alle modifiche ambientali e la popolazione presumibilmente numerosa, classifica M.niveiventer come specie a rischio minimo (Least Concern)).